# Liste der Brücken in Wien/Rudolfsheim-Fünfhaus
Diese Liste beinhaltet jene Wiener Brücken, die sich im 15. Bezirk Rudolfsheim-Fünfhaus befinden. Weitere Brücken, die an den 15. Bezirk grenzen oder sich nur teilweise auf seinem Bezirksgebiet befinden, von der Brückeninformation Wien aber anderen Bezirken zugeordnet sind, befinden sich in den jeweiligen Listen der angrenzenden Bezirke.

## Brücken
| Objekt / Teilobjekt          | Foto | Lage                     | Verwaltung / Objektnr. | System                 | Material                | Brückenklasse            | Länge (m) | Breite (m) | Baujahr | Anmerkungen                                                         |
| ---------------------------- | ---- | ------------------------ | ---------------------- | ---------------------- | ----------------------- | ------------------------ | --------- | ---------- | ------- | ------------------------------------------------------------------- |
| Gürtelbrücke 1               | 1    | U-Bahn-Linie U6 Standort | Wiener Linien 600106a  |                        |                         |                          |           |            |         | Teil der ehem. Gürtellinie der Stadtbahn (Gestaltung: Otto Wagner). |
| Lobkowitztunnel              | 1    | Standort                 | Gemeinde B150300       | Rahmen geschlossen     | Stahlbeton, Normalbeton | Straßenbrücke Klasse I   | 48        | 6          | 1951    |                                                                     |
| Meiselmarkt Fußgeherbrücke   | 1    | Standort                 | Gemeinde B150500       | Balken/Plattentragwerk | Stahl                   | Fußgängerbrücke Klasse I | 15        | 4          | 1995    |                                                                     |
| Rustensteg über die Westbahn | 1    | Holochergasse Standort   | Gemeinde B150401       | sonstige Konstruktion  | Stahl                   | Fußgängerbrücke Klasse I | 156       | 5          | 1901    |                                                                     |
| Rustensteg, Stiegenanlage    | 1    | Holochergasse Standort   | Gemeinde B150402       | sonstige Konstruktion  | Stahl                   | Fußgängerbrücke Klasse I | 30        | 2          | 1990    |                                                                     |
| Rustensteg, Tunnel           | 1    | Holochergasse Standort   | Gemeinde B150403       | Rahmen offen           | Beton                   | Fußgängerbrücke Klasse I | 5         | 40         | 1990    |                                                                     |
| Schmelzbrücke                | 1    | Schweglerstraße Standort | Gemeinde B150200       | Bogen                  | Stahl                   | Straßenbrücke Klasse I   | 116       | 15         | 1951    |                                                                     |